# ساندرا بالمر (لاعبة غولف)
ساندرا بالمر (بالإنجليزية: Sandra Palmer)‏ هي لاعبة غولف أمريكية، ولدت في 10 مارس 1943 في فورت وورث في الولايات المتحدة.

## وصلات خارجية
- ساندرا بالمر على موقع رابطة لاعبات الغولف المحترفات (الإنجليزية)